# Matt Shively
Matthew James Shively Jr, né le 15 septembre 1990 à Hanford en Californie, est un acteur américain, connu pour le rôle de Ryan Laserbeam dans la série True Jackson sur Nickelodeon.

## Biographie
Il auditionne et obtient le rôle de Ryan dans la série True Jackson. Il prête également sa voix au personnage du Prince Sky dans la série animée Winx Club ainsi que pour les deux films Winx Club: Le Secret du royaume perdu et Winx Club 3D: L'Aventure magique. 